# Rollenstraße 1/2, 23 (Eilenburg)

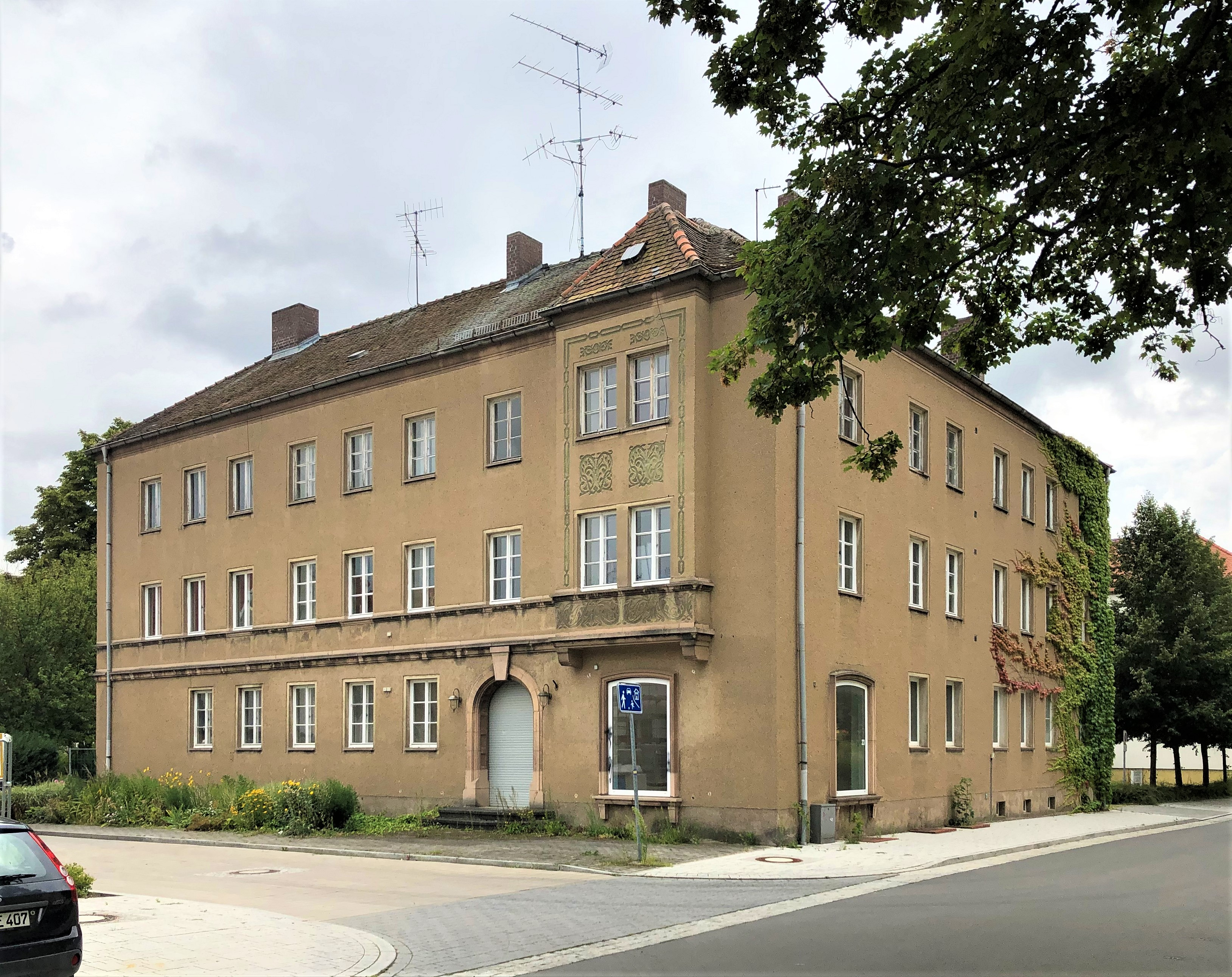
Das freistehende Gebäude Rollenstraße 23 zeigt sich noch in weitgehend originaler Erscheinung. (2021)

Die Gebäude Rollenstraße 1/2 und 23 bilden einen wesentlichen Teil der Bebauung Rollenstraße, der nach seiner Zerstörung im April 1945 in den 1950er Jahren wieder aufgebaut wurde. Die zwei Gebäude sind unter der Objektnummer 08974320 eingetragenes Kulturdenkmal in der Denkmalliste des Landesamtes für Denkmalpflege Sachsen.

## Geschichte
In der Rollenstraße hat kein Gebäude der alten Bebauung den Zweiten Weltkrieg überstanden. Die denkmalgeschützten Gebäude der Rollenstraße (Hausnummern 1/2 und 23) wurden Mitte 1950er Jahre im Rahmen des Nationalen Aufbauwerks errichtet. Sie gingen nach dem Ende der DDR in das Eigentum der städtischen Wohnungsbau- und Verwaltungsgesellschaft (EWV) über. Während die Gebäude Rollenstraße 1/2 und 3/4 umfassend saniert und teilweise mit Balkonen versehen wurden, fanden am Gebäude Rollenstraße 23 bisher nur geringfügige Erneuerungen statt. Der Wohnblock Rollenstraße 24/25 aus derselben Zeit wurde Mitte der 2000er Jahre im Rahmen des Stadtumbau Ost abgebrochen. An dieser Stelle entstehen seit 2020 zehn so genannte Stadtvillen (Einfamilienhäuser).

## Baubeschreibung
Rollenstraße 1/2
Das dreigeschossige Gebäude Rollenstraße 1/2 ist als leicht geschwungener Zeilenbau im Verlauf der Rollenstraße und quer zur Leipziger Straße baulich mit der dortigen Hausnummer 63 verbunden. Eine Verbindung im Inneren besteht allerdings nicht. Die beiden Eingänge mit ihrem Gewände und das jeweils darüber liegende Treppenhaus sind bis eine halbe Geschosshöhe unterhalb des Dachgesimses geringfügig aus der Fassade hervorstehend. Das Dachgesims wie auch die Fensterfaschen sind einfach profiliert. Dem Gebäude ist eine kleine Grünanlage vorgelagert; der Zugang zu den Häusern ist mit Kleinpflaster aus Granit befestigt. Das Gebäude wird von einem Walmdach bekrönt.
Rollenstraße 3/4
Das freistehende dreigeschossige Gebäude Rollenstraße 3/4 hat einen Grundriss in Form eines L. Auch hier sind Eingangs- und Fensterfaschen mit einfacher Profilierung versehen. Das an Ornamenten eher arme Bauwerk verfügt im Erdgeschoss hin zur Rollenstraße über eine hervorstehende Fensterpartie auf vier Konsolen. An der Westfassade befindet sich ein von zwei Konsolen getragener Erker, der sich über das erste und zweite Obergeschoss erstreckt und kurz unterhalb der Dachkante mit einem Gesims abschließt. Das Haus hat ein Walmdach. Das Gebäude ist nicht Teil des Kulturdenkmals, besitzt jedoch eine baugeschichtliche und gestalterische Ähnlichkeit zu den Nachbarbauten.
Rollenstraße 23
Das Gebäude Rollenstraße 23 ist das einzige Bauwerk in dieser Straße, das über eine Geschäftseinheit im Erdgeschoss verfügt. Als zentrales Gebäude im ehemaligen Innenhof des Wohnkarrees befand sich dort ein Geschäft zur Nahversorgung. Das dreigeschossige Haus auf einem rechtwinkligen Grundriss verfügt über einen Erker in wiederkehrender Bauart und Gestaltung an der Nordfassade. Über eine Profilierung verfügen nur die Faschen der zwei Schaufenster und der Eingangsbereich. Die zwei leicht hervorstehenden Schaufenster werden dabei von je zwei dekorativen Konsolen getragen. Während die beiden Schaufenster mit einem Segmentbogen abschließen, verfügt die Eingangspartie über ein im Ensemble seltenes Rundbogenportal mit Schlussstein. Darüber hinaus weist die Nordfassade ebenfalls als wiederkehrendes Element profilierte Gesimse zwischen Erdgeschoss und den Obergeschossen sowie ein Fenstergesims im ersten Obergeschoss auf. Über dem Dachgesims ist ein einfaches Walmdach aufgesetzt.